# 十六武藏
十六武藏，在日本以十六武藏、十六目石、十六六指稱呼、《和漢三才圖會》稱為多夜佐須加利、無佐之，並且是平氏良文流三浦氏支流的長井氏家紋，也有稱作八道行成、八道行城，是中國與日本的古棋類。

十六武藏棋盤

湖南的花瑤，娶新娘的队伍會在女方寨子五六十丈远的地方停住，由媒人公摆下此棋盤，並用十七枚樹枝擺成此布置作為避邪。

## 棋具
- 棋盤為五橫五豎的橫縱線交叉，另有東南-西北向、西南-東北向的斜線各三條，組成共二十五個棋點。棋盤與許多世界各地流傳的老虎棋一樣，並且多子方同樣是以圍吃為勝，可能諸遊戲有所關連[6]。

- 分為兩方：大子方、小子方。
  - 小子方：有十六枚稱為士卒的棋子。
  - 大子方：有一枚稱為力士的棋子。

## 規則
- 棋子皆放在棋點。

- 十六枚士卒棋皆放在棋盤邊棋點。力士棋子則置於棋盤的中央棋點。

- 任何棋子皆須需棋盤上的斜縱橫線移動。

- 大子方先行。

- 每方沿線任移動一己子一格到空鄰點。
  - 對稱擔吃：力士若移到兩敵棋的對稱點，吃掉該些敵棋。

- 大子方以減少士卒棋子剩下五枚以下獲勝。

- 小子方以讓力士不能移動獲勝。[7][8]

## 變體
在中國有一些變體，如江蘇呂四港鎮一帶稱為挑八担、走八担、老头挑老太。有其變體為在棋盤的一邊中點，另加一三角形。
- 福建省泰寧、德化等地區的雞母棋，大棋、小棋分別稱為母雞、小雞。大棋的吃法多一種：拖吃，若母雞移到一線的端點，並且該線都是敵棋無空位，則吃掉該些敵棋[9][10]。

- 浙江宁海等地的牛頭棋，小棋有二十枚，放於正中心大棋的斜鄰位與棋盤邊棋點。大棋的吃法多一種：原地擔吃：若大棋已在一線的對襯點，則不移動而吃掉該些敵棋[11]。

- 山東省萊西市一帶的老君棋，大棋稱為老君。當老君在正方形角點無法行棋時，在此角畫外接一個內有十字的三角形。又當老君在三角形角點無法行棋時，在此角點再畫一個外接內有十字的橢圓形。直到老君在橢圓形無法行棋，小棋獲勝[12]。